# Panzerzug Tadek Ślązak
Der Panzerzug Tadek Ślązak war ein improvisierter polnischer Panzerzug während des dritten schlesischen Aufstandes von 1921.

## Geschichte
Als am 2. Mai 1921 der dritte schlesische Aufstand begann, setzten die Aufständischen eine größere Anzahl an Panzerzügen ein, darunter auch den Panzerzug Tadek Ślązak. Dies war der dritte Panzerzug der Gruppe Północ. Er wurde in den Eisenbahnwerkstätten in Krupski Młyn fertig und in Dienst gestellt. Am 3. Juni erhielt die Nummer 15 und wurde Teil der 8. Panzerzugdivision mit der Bezeichnung Pociąg pancerny 6 „Tadek Ślązak“ (kurz: P.P., deutsch: Panzerzug) zugeteilt.

## Technische Daten

### Lokomotiven

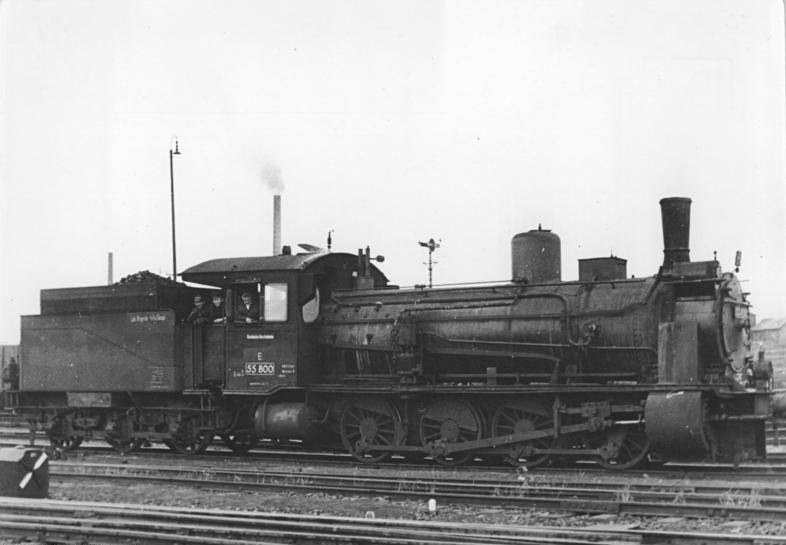
Ungepanzerte Preußische G 7.2

Die genutzte Dampflokomotiven des Panzerzug Tadek Ślązak war eine vollgepanzerte Preußische G 7.2. Diese wurde im Jahr 1908 mit der Werksnummer LHB 569/1908 bei der Linke-Hofmann-Busch GmbH hergestellt. Bei den Preußische Staatseisenbahnen fuhr diese mit der Bezeichnung Kattowitz 7400. Nach dem Ende des Ersten Weltkrieges wurde sie an Polen abgegeben und erhielt dort die Bezeichnung Tp2-223.

### Artilleriewagen
Der Panzerzug Ułan verfügte über einen Artilleriewagen. Dieser war ein zweiachsiger gedeckter Güterwagen aus Holz mit der Seriennummer Gg 16770. Der Wagen wurde 1920 in Warschau umgebaut und erhielt eine Panzerung aus Beton und eine Verkleidung aus Holzbrettern im Inneren. Als Bewaffnung verfügte der Wagen über eine österreichische 8-cm-Kanone M.5/8. Ursprünglich zugewiesen wurde der Wagen dem Panzerzug Generał Iwaszkiewicz und dem Panzerzug Ślązak.

### Maschinengewehrwagen
Den Panzerzug Tadek Ślązak verstärkten zwei Maschinengewehrwagen. Beide waren ehemalige zweiachsige, gedeckte Güterwagen aus Holz mit den Seriennummern 20327 und 23231. Sie wurden mit Beton gepanzert und mit Holzbrettern im Inneren verkleidet. Beide wagen wurden mit vier bis sechs Maschinengewehren ausgestattet.

### Sturmwagen
Weiterhin verfügte der Panzerzug Tadek Ślązak über einen Sturmwagen. Dieser war für den Transport von Infanterie vorgesehen, welche ausbooten und den Feind angreifen oder den Zug verteidigen konnten. Der Sturmwagen war ursprünglich ein gedeckte Güterwagen aus Holz mit einer Panzerzug aus Beton. Die Eingangstüren wurden mit Blechplatten verstärkt. Die Seriennummer des Wagens lautete 14006.

### Abstoßwagen
Am Anfang und Ende des Zuges befand sich je ein zweiachsiger Flachwagen, welche als Abstoßwagen genutzt wurden. Diese sollte als erstes auf mögliche Minen oder beschädigte Gleise auffahren und somit den Panzerzug schützen. Zusätzlich wurde Material für den Gleisbau darauf transportiert. Die Seriennummern der Wagen lauteten 28643 und 37085.

## Einsatz
Der Einsatz in Gefechten konnte beim Panzerzug Tadek Ślązak nicht nachgewiesen werden. Stationiert war er bis zum 14. Juni 1921 in Zawadzkie und wurde später nach Tarnowskie Góry verlegt. Am 2. Juli wurde der Panzerzug nach Lubliniec beordert und am 5. Juli nach Gmina Herby. Zusammen mit dem Panzerzug Piast sollte er danach nach Kielce fahren, um dort demobilisiert und außer Dienst genommen zu werden. Mitte Juli traf der Panzerzug in Posen ein.
Mit der Anordnung den Generalstabs vom 25. August 1921 wurde die Demobilisierung gestoppt und der Panzerzug Tadek Ślązak neu aufgestellt. Bis 1923 blieb er im Bestand der polnischen Armee und diente als Ausbildungszug. Ende 1923 wurde der Panzerzug dann endgültig außer Dienst gestellt.

## Zugpersonal

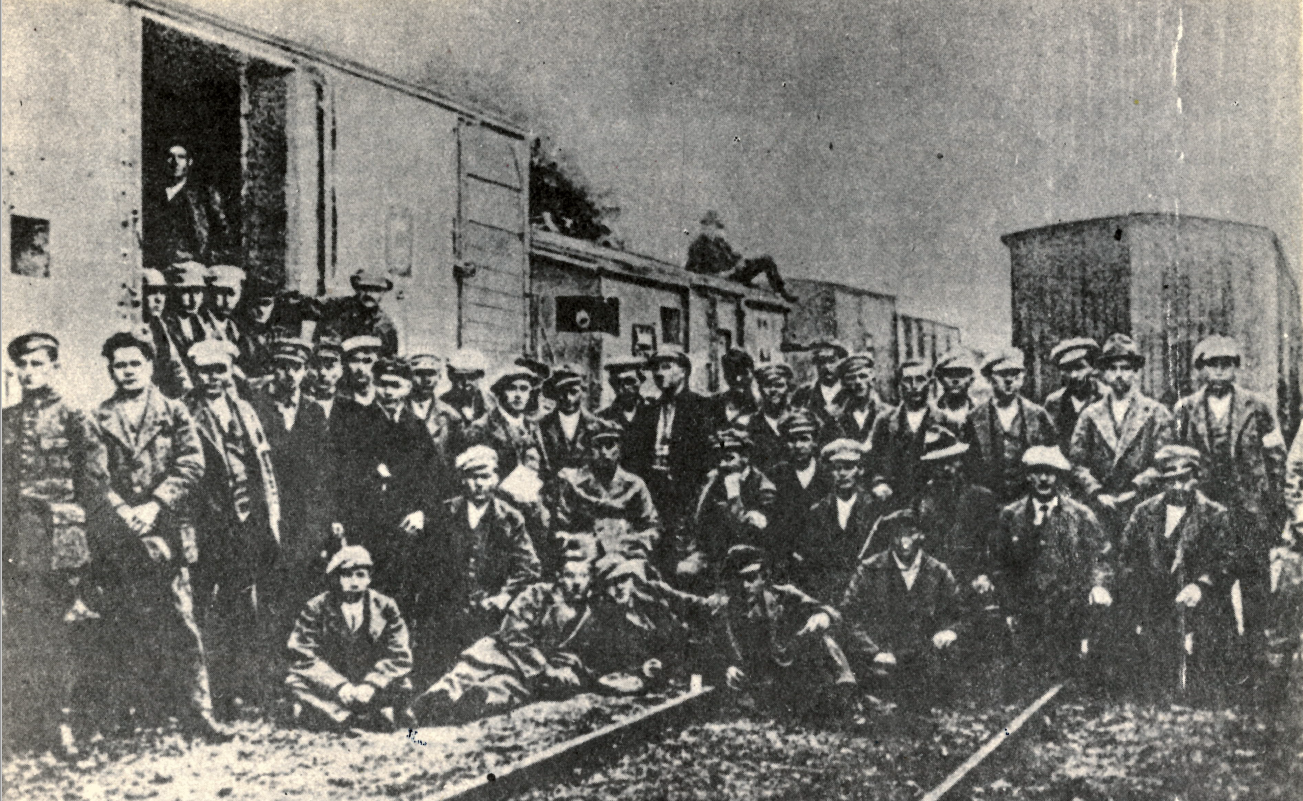
Die Besatzung des Panzerzuges

- Zugkommandant Oberleutnant Jerzy Kobylinski (Juni 1921)[1]
- Artilleriekommandant Hauptmann Ludwig Wiktor (Artilleriewagen 300781)
- Artilleriekommandant Oberleutnant Tadeusz Wiktor (Artilleriewagen 6107)
- Maschinengewehrkommandant Leutnant Andrzej Marecki

## Zugzusammensetzung
Die Zusammensetzung des Zuges wird von vorne nach hinten aufgeführt.
- Abstoßwagen (Seriennummer: 28643)
- Artilleriewagen (Seriennummer: 300781)
- Maschinengewehrwagen (Seriennummer: 20327)
- Panzerzuglokomotive
- Sturmwagen (Seriennummer: 14006)
- Maschinengewehrwagen (Seriennummer: 23231)
- Artilleriewagen (Seriennummer: 6107)
- Abstoßwagen (Seriennummer: 37085)